# Frits Zernike

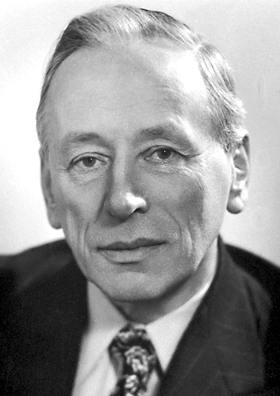
Frits Zernike

Frederik „Frits“ Zernike (* 16. Juli 1888 in Amsterdam; † 10. März 1966 in Amersfoort) war ein niederländischer Physiker und Nobelpreisträger.

## Leben
Frits Zernike wurde als zweites von sechs Kindern des Lehrerehepaars Carl Frederick August Zernike und Antje Dieperink geboren. Sein Großvater Carl Friedrich August Zernike wurde 1827 in Mehrow geboren und ließ sich wohl im Rahmen seiner Wanderjahre in Amsterdam nieder. Er hatte das Interesse für die Physik und Naturwissenschaften von seinem Vater geerbt; da er in der Schule die nicht-naturwissenschaftlichen Fächer vernachlässigt hatte, musste er später einen Immatrikulationstest in Griechisch und Latein zur Hochschulzulassung bestehen. Er begann 1905 an der Universität von Amsterdam ein Studium der Chemie mit den Nebenfächern Mathematik und Physik. 1913 wurde er Assistent von Jacobus C. Kapteyn an der Universität Groningen und promovierte 1915 über die Kritische Opaleszenz. Anschließend lehrte er als Dozent für mathematische Physik in Groningen und erhielt 1920 eine Professorenstelle. 1958 wurde er emeritiert.

## Familie
Frits Zernike war zweimal verheiratet. Nach dem Tod seiner ersten Frau Dora van Bommel van Vloten (1887–1945), mit der er einen Sohn hatte, heiratete er 1954 Lena Koperberg-Baanders (1886–1975).
Auch einige Geschwister Zernikes erreichten größere Bekanntheit: ein Bruder Zernikes war ebenfalls Physikprofessor, seine Schwester Anne Zernike war mit dem Maler Jan Mankes verheiratet und wurde als mennonitische Theologin als erste Frau in den Niederlanden als Pfarrerin ordiniert, seine Schwester Elisabeth Zernike war eine bekannte Literatin der Niederlande.
Frits Zernike war der Onkel des Physikers Nico van Kampen und der Großonkel des Physikers und Nobelpreisträgers Gerardus ’t Hooft.

## Werk
Zernike entwickelte ein empfindliches Galvanometer, das ab 1923 von Kipp und Söhne in Delft produziert wurde. Von 1930 an beschäftigte er sich mit der Optik und entwickelte noch im gleichen Jahr ein Phasenkontrastmikroskop, dessen Bedeutung jedoch von den Zeisswerken völlig unterschätzt wurde. Erst nachdem die deutsche Wehrmacht 1941 eine Bestandsaufnahme aller möglicherweise militärtechnisch interessanten Erfindungen durchgeführt hatte, wurden tatsächlich die ersten Mikroskope hergestellt. So entstand die groteske Situation, dass die Wehrmacht einer lange unterschätzten Erfindung Zernikes zum industriellen Durchbruch verhalf, während Zernike und seine Landsleute unter der Unterdrückung durch die gleichen Kräfte während der Besetzung der Niederlande zu leiden hatten. Nach dem Krieg wurden von mehreren Herstellern tausende Phasenkontrastmikroskope hergestellt, die sich in vielen Wissenschaftsbereichen, insbesondere der Medizin, als sehr nützlich erwiesen.
Zernike wurde 1953 mit dem Nobelpreis für Physik „für die von ihm angegebene Phasenkontrastmethode, im besonderen für seine Erfindung des Phasenkontrastmikroskops“ ausgezeichnet.
Einen weiteren wichtigen Beitrag zur Optik lieferte Zernike mit den nach ihm benannten Zernike-Polynomen. Dies sind auf dem Einheitskreis orthogonale Funktionen, die beispielsweise zur Beschreibung von Abbildungsfehlern genutzt werden.
Ferner ist das in der Optik sehr bedeutende van Cittert-Zernike Theorem nach ihm und Pieter Hendrik van Cittert benannt, welches eine Beziehung zwischen der räumlichen Korrelationsfunktion erster Ordnung {\displaystyle g_{1}(r_{1},r_{2})} und der zugehörigen Intensitätsverteilung einer ausgedehnten inkohärenten Lichtquelle herstellt (siehe Kohärenz).

## Auszeichnungen und Ehrungen
- Rumford-Medaille, Royal Society
- Nobelpreis für Physik, 1953
- Der Mondkrater Zernike ist seit 1970 nach ihm benannt.[4]
- 2003 wurde der Asteroid (11779) Zernike nach ihm benannt.[5]